# Cantonul Sainte-Luce
Cantonul Sainte-Luce este un canton din arondismentul Le Marin, Martinica, Franța.

## Comune
| Comune      | Populație (1999) | Cod poștal | Cod INSEE |
| ----------- | ---------------- | ---------- | --------- |
| Sainte-Luce | 9.684            | 97228      | 97227     |